# Birgittinerordenen
Birgittinerordenen er en klosterorden som blev stiftet i 1370 af Birgitta af Vadstena. For at opnå pavens godkendelse til den nye orden, var Birgitta draget på pilgrimsrejse til Rom i 1350. Undervejs gjorde hun holdt i forskellige byer.
Paven var siden 1309 bosat i Avignon, derved var der skabt en afstand til Rom som ikke kun var geografisk, men som også skabte splittelse indenfor den romersk-katolske kirke. I en af sine åbenbaringer havde Birgitta set, at paven og kejseren ville være sammen i Rom. I en anden af sine åbenbaringer så hun det moralske forfald. Efter Birgittas mening skulle paven være bosat i Rom, og den kristne tro skulle vise sig i daglige gode gerninger.
I 1368 meldte den tysk-romerske kejser Karl 4. sin ankomst til Rom. Pave Urban 5. indfandt sig i Rom og mødte her kejseren. Også Birgitta forelagde paven sine ønsker om en ny klosterorden, dog uden at få et svar. Ved et efterfølgende besøg meddelte paven, at han kunne godkende den nye orden under forudsætning af, at den nye ordens regler blev et tillæg til Augustinerordenens regler. Birgitta måtte gerne bygge klostre til nonner og munke, men ordenen ville ikke få andel i midler der kom ind fra aflad. Birgitta ønskede ikke denne løsning, hun argumenterede med at "Gud havde talt direkte til hende" gennem en åbenbaring, og derfor burde efterkommes. Ved en fornyet forhandling prøvede hun at ændre pavens beslutning, men han stod fast. Først i 1378 kom den endelige godkendelse af Birgittas klosterregel, den var udstedt af pave Urban 6.

## Klosterlivet
Klostrene var for både munke og nonner, men de levede adskilt i hver sit kompleks med fælles kirke. Nonnerne/søstrene var tillagt størst betydning. Til hver klosterkirke var 60 nonner som skulle ledes af en abbedisse. Endvidere 13 munke som skulle fungere som præster, 4 hjælpepræster og 8 lægbrødre. Med et samlet tal på 85 var det netop lige så mange som i den første kristne menighed i Jerusalem, bestående af apostlene og menige medlemmer.
Ud over at bede skulle nonnerne sørge for det daglige praktiske arbejde. Der skulle prædikes på modersmålet, kun lovsange og velsignelser måtte være på latin. Munkene skulle tage sig af nadver og skriftemål samt afholde messer.
Ved indtrædelse i ordenen skulle man hellige sig Gud og ikke have materielle ønsker. Ligeledes skulle man leve i cølibat.
Kirken var indrettet så de to køn ikke kunne se hinanden. Nonnerne havde alter i østlige ende og brødrene tilsvarende et alter i vestlige ende. Kirkerummet var enkelt indrettet og uden alt for distraherende udsmykning. Kirken var til en vis grad åben for lokale indbyggere.
Dragt af gråt vadmel, håret dækket med et hvidt hovedlin og over dette et sort slør holdt fast med en speciel krone. Kronen har fem røde mærker som symbol på Jesu blod. For munke en grå kappe med et rødt kors.

## Klostrene
Maribo Kloster og Mariager Kloster etableredes i Danmark i henholdsvis 1410 og 1445. Navnene fortæller at de var viet til Jomfru Maria. Margrete 1. var under sin barndom blevet opdraget af Birgittas datter, Märtha. Hun besøgte ofte Vadstena og blev optaget som lægsøster i "Den Hellige Frelsers Orden", navnet på Birgittas nye orden. Margrete 1. tog initiativ til anlæggelse af det første kloster i Maribo. Klostrene blev anlagt
Med reformationens indførelse blev klostrene nedlagt. I Vadstena blev birgittinerordenen genoptaget i 1935. Ligeledes er der i 1995 etableret et kloster i Næstved, og i 2003 et nyt kloster i Maribo, begge beboet af 5 nonner fra forskellige lande.